# Альварадо, Вильфредо
Вильфредо Хосе Альварадо Лима (исп. Wilfredo José Alvarado Lima; 4 октября 1970, Акаригуа, Венесуэла) — венесуэльский футболист, защитник, тренер. Выступал за сборную Венесуэлы.

## Клубная карьера
Альварадо выступал за венесуэльские клубы «Атлетико Сулия», «Универсидад де лос Андес», «Депортиво Тачира», «Депортиво Италия», «Депортиво Ансоатеги», «Унион Атлетико Маракайбо», «Португеса» и «Льянерос».
В составе «Депортиво Тачира» в сезоне 1999/00 становился чемпионом Венесуэлы.

## Сборная
Вильфредо сыграл за сборную Венесуэлы 36 матчей (1997—2008). Дебютный матч провёл 10 июля 1997 года в отборочном турнире чемпионата мира против Колумбии, регулярно выступал до 2003 года. После пятилетнего перерыва, 19 ноября 2008 года сыграл свой прощальный матч против Анголы. Автором голов стал 6 октября 2001 года, сделав дубль в отборочном матче в ворота сборной Перу (3:0).
Принимал участие в Кубке Америки 2001 года, сыграл три матча.